# Seirarctia
Seirarctia é um género de traça pertencente à família Arctiidae.